# امامزاده حمزه رضا (گور تیمور)
امامزاده حمزه رضا (گور تیمور) مربوط به دوره غزنویان - دوره ایلخانی است و در شیروان، ۹ کیلومتر شمالغربی شهر واقع شده و این اثر در تاریخ ۲۳ فروردین ۱۳۴۶ با شمارهٔ ثبت ۷۰۴ به‌عنوان یکی از آثار ملی ایران به ثبت رسیده است.